# LG 옵티머스 4X HD
LG 옵티머스 4X HD(LG Optimus 4X HD)는 LG전자에서 제조/판매하는 안드로이드 스마트폰이다.
2012년 6월 한국, 미국, 일본에 출시했다.

## 연혁
- 2012년 2월 : 스페인 바르셀로나에서 열린 모바일 월드 콩그레스 2012에서 최초로 발표
- 2012년 6월 : 출시

## 색상
- 블랙
- 화이트

## 운영 체제 / 소프트웨어

### 안드로이드 4.0 아이스크림 샌드위치
4.0.4 아이스크림 샌드위치를 탑재하여 출시되었다.

### 안드로이드 4.1 젤리빈
2013년 4월 4일 안드로이드 4.1.2 젤리빈으로의 업그레이드가 시작되었다.

## 특수 기능

### 동영상 기능

#### 라이브 줌
동영상을 보다가 더 자세히 보고싶은 장면이 나오면 라이브 줌으로 원하는 부분을 최대 5배까지 확대하여 감상할 수 있다.

#### 핑거팁 시크
동영상을 재생 중일 때, 원하는 장면을 쉽게 찾게해준다.

### 카메라 기능

#### 타임머신 샷
촬영 버튼을 누르기 직전의 순간들을 포착해 최적의 사진을 선택할 수 있게한다.

### 기타 기능

#### Q 보이스
LG전자의 독자기술인 베르니케기술을 이용한 음성시스템으로, 말을 해서 각종 기능을 실행하거나 원하는 것을 찾을 수 있다. 애플의 시리, 삼성전자의 S 보이스와 유사하다.

#### Q 메모
Q메모를 어느화면에서나 보며 이중플레이 할 수 있는 겹쳐사용하기 모드를 사용하면 Q메모를 보면서 다른 애플리케이션을 동시에 사용할 수 있다.

#### USB OTG
USB OTG를 지원하여 컴퓨터를 통하지 않아도 다른 기기나 스토리지와 직접 데이터 교환을 할 수 있다.

#### 구글 나우
4.1.2 젤리빈 업그레이드로 추가된 기능이다.

## 같이 보기
- LG 옵티머스 2X
- LG 옵티머스 LTE II